# Minnesota Vikings
Minnesota Vikings – zawodowy zespół futbolu amerykańskiego z siedzibą w Minneapolis, w stanie Minnesota. Drużyna jest obecnie członkiem Dywizji Północnej konferencji NFC ligi NFL.
Drużyna Vikings jest 16-krotnym mistrzem swojej dywizji. Znana jest także z tego, że 4 razy wystąpiła w finałach Super Bowl przegrywając za każdym razem.
W pierwotnym zamierzeniu zespół miał być członkiem American Football League, ale właściciele klubu wprowadzili zespół do NFL jako drużynę rozszerzającą w roku 1961.
Od roku 1966 Vikings przeprowadzają swoje treningi letnie na terenach Minnesota State University w Mankato.
Od roku 2016 drużyna będzie występować na nowym stadionie U.S. Bank Stadium, który powstał na miejscu zburzonego w roku 2014 Hubert H. Humphrey Metrodome.